# 消失的她
《消失的她》是一部2023年中国悬疑片，由陈思诚监制，崔睿、刘翔执导，朱一龙、倪妮、文咏珊领衔主演、杜江特邀主演，改编自前苏联电影《为单身汉设下的陷阱》及王暖暖前夫为骗保推其坠崖的真实事件；于2022年12月25日在第四届海南岛国际电影节上首映，于2023年6月22日端午节公映，中国票房达到35.24億元。

## 剧情
富商何非和妻子李木子在一週年结婚纪念日时，双双前往东南亚国家巴兰迪亚（虚构国家，官方语言为马来语和泰语）旅行，但木子却在某天晚上离开度假别墅后离奇消失。妻子人间蒸发两星期的何非面临签证将到期，当地警方也拒予以立案，只有华裔警官郑成现身表示能提供帮助。焦虑不安的何非回别墅醉酒一晚，隔天一早在床上醒来，身边却出现一名素昧平生、却声称自己就是木子的陌生女人。尽管何非向郑成否认眼前的陌生女人是木子，但女子卻拿出护照和他们夫妻的合影进行自证，不但能流利地说出他们夫妻之间的恋爱细节，甚至知情何非正在服用精神药，腿上还包括木子的独有疤痕。
经过多次试图证明该女人不是木子的证据搜集失败后，郑成认定是何非无理取闹而不再追究，如临深渊的何非不得不求助于跨国金牌律师陈麦帮忙调查。陈麦靠拼凑线索得知冒充木子的女人，疑似属于一伙专门瞄准有钱夫妇进行身份盗窃的犯罪团伙一份子。按照陈麦的建议，何非试图假借沙滩上晚餐的时机刺探并录下假木子的真实目的，但假木子却再次反将一军、在所有海滩客人面前扮演受害者。两人只能继续四处调查，陈麦警觉到有车跟踪她们，便在前方的塞车处将跟踪者甩掉。两人同时迅速换车进行反向追踪，一路跟到森林中的一栋废弃建筑，最后找到犯罪集团针对何非夫妇进行布局的筹划场所。正当何非认为找到证据而雀跃不已时，持枪的外国雇佣兵刚好返回，使两人没来得及带走任何证据之下逃跑。然而陈麦在现场找到一张何非的相片，发现何非曾是赌徒的事实。
面对陈麦的质疑，何非只能一五一十地供述自己出身贫穷而没能上大学，收入微薄之下開始沉迷賭博导致债台高筑。直到当潜水教练期间偶然与身为星川集团千金小姐的木子认识，一见钟情之下与她迅速相爱，并在共同经历一场车祸之后办理结婚、守护彼此。陈麦找到曾帮何非和木子拍过写真的本地摄影师哈苏，花费二十万让他作证以外，还得到何非夫妇的真正写真照。这时，海滩的一名潜水工作人员认出照片中的木子，表示她还未归还租走的潜水装备。眼看何非突然一阵心虚、反口不认，陈麦再次质疑他对木子失踪有所隐瞒。两人下车争吵过程中，一名枪手杀死哈苏并拿走照片证据。受惊逃跑的何非回别墅准备拿行李回中国，然而假木子出现在他面前，拿酒瓶砸破自己的头，表示绝不会放他走。何非失去理性而一手冲上前试图掐死假木子，但经理带领保安队冲进来制止并逮捕他。
何非醒来后发现自己身处地点不明的手术病房，得知自己将会实行脑白质切除术。郑成伴随假木子现身，揭示他也是犯罪一份子，并也是杀死哈苏的枪手。不久后，陈麦假扮护士偷偷进病房，表示自己已被郑成陷害而遭受通缉，而唯一能证明他们两人清白的方法便是何非如实交代真木子的下落。陈麦查清何非手表上留有潜水记录，证实他在木子失踪当晚确实陪她去潜水，当木子“一去不回”的同时，何非独自溜回庆祝嘉年华的酒吧中制造不在场证明。为了使自己活下去，何非坦白木子所在的灯塔，紧接着慢慢坦白自己眼馋富贵生活而费尽心思与木子结婚，却克制不住赌瘾而再次走投无路。失望的木子不愿再帮何非还债并准备离婚，迫使何非利用这次旅行精心布局让她消失、以便继承遗产。面对何非的死皮赖脸，愤怒的陈麦痛骂他无耻至极，最后弃他不顾独自离开病房。
何非奋力挣脱逃到医院外，卻发现该地是之前闯入过的犯罪集团筹划场所。站在他面前的一众人当中包括假木子、郑成、哈苏、手术医生、外国雇佣兵等等，而身为这个M剧团首领的陈麦站出来展露隐藏的纹身，揭示自己就是木子的发小沈曼。沈曼在英国留学时遭受过霸凌，正要跳楼但被木子拯救而从此结为姐妹。两人长大后，沈曼成为著名剧团的导演，木子因为家庭变故而回国，与何非结婚后在这次旅行中失联。沈曼坚信木子失踪是何非自导自演，便带领剧团集体来到巴兰迪亚，准备以其人之道还治其人之身來安排一出戏，一步一步逼何非交代出木子下落。恼羞成怒的何非刚要动手，就被沈曼联系过来的当地警方一涌而上抓获。警方在灯塔下方的礁石地带找到被置于笼中溺亡的木子遗体，其死去当晚被何非骗去看海底星空，却被他锁入笼内，并无助地目睹何非头也不回地游走。
罪证确凿的何非被判处死刑，沈曼最后过来探望他，见他仍冥顽不化后留下一张在木子遗体上找到的超声波照片，揭示木子死时其实怀上自己与何非的孩子而一尸两命。不仅如此，木子旅行前与沈曼的最后通话时曾表示，自己为了孩子而会放弃离婚，甚至相信着何非能悔改。随着牢笼内的何非懊悔不堪、仰天长啸，沈曼同样头也不回地离开，而她同时也因为犯法而接受相应制裁，直到因为表现良好加上协助警方破案而功过相抵，仅拘留三十天便释放，最后与自己的剧团被巴兰迪亚当局永久驱逐出境，以此代价为自己的朋友报仇雪恨。

## 演员列表
- 朱一龙 饰 何非
- 倪妮 饰 陈麦 / 沈曼
- 文咏珊 饰 李木子(假) / Jane
- 杜江 饰 郑成
- 黄子琪 饰 李木子(真)
- 柯国庆 饰 酒吧老板
- 孟芷旭 饰 沈曼(童年)
- 张诣文含 饰 李木子(童年)
- 祝海钰 饰 叠码仔
- 于诚群 饰 医生
- 陈孟奇 饰 霍然
- 劉爾金 饰 酒店大堂經理
- 迪马·沙斗 饰 帕敢
- 建康 饰 哈苏[4]

## 原声带
- 〈笼〉，张碧晨演唱（片尾主题曲）

## 制作
- 2021年11月25日，该片在海南开机，影片全程在海南进行拍摄，2022年3月宣告杀青。

## 宣传和发行

### 映前影展
- 该片作为第四届海南国际电影节闭幕影片于2022年12月25日进行了小范围公映。
- 该片入围了第十三届北京国际电影节主竞赛单元，并获得了媒体场刊第一。

### 院线上映及票房
本片在中国大陆端午档三天收获票房5亿人民币，同档期票房占比过半。在上映10天后，票房收破20亿人民币，成为第30部中国内地票房20亿的影片，最终成绩达到35.2亿元，位列2023年度中国票房第四位。
| 上映日期      | 国家或地区   | 票房         | 备注                       |
| ------------- | ------------ | ------------ | -------------------------- |
| 2023年6月22日 | 中国大陆     | 35.2亿人民币 |                            |
| 2023年7月6日  | 澳大利亚     | US$769,924   | 年度华语片亚军             |
| 2023年7月7日  | 北美         | US$1,721,446 | 年度华语片亚军             |
| 2023年7月13日 | 新西兰       | US$116,501   | 年度华语片亚军             |
| 2023年7月14日 | 英国及爱尔兰 | US$157,655   | 年度华语片亚军             |
| 2023年7月27日 | 马来西亚     | US$1,018,614 | 年度华语片第五             |
| 2023年8月3日  | 新加坡       | US$311,942   | 年度华语片第六             |
| 2023年8月24日 | 香港         | HK$3,419,062 | 纯内地制作影片首日最佳成绩 |
| 2023年8月30日 | 印度尼西亚   |              |                            |
| 2023年12月1日 | 芬兰         |              |                            |

| 上一届： 《變形金剛：萬獸崛起》 | 2023年中國內地一周票房冠軍 第25-27週 | 下一届： 《八角笼中》 |

### 网络流媒体
| 日期          | 平台     | 地区                                                 | 备注                                                                                             |
| ------------- | -------- | ---------------------------------------------------- | ------------------------------------------------------------------------------------------------ |
| 2023年8月25日 | 爱奇艺   | 中国大陆                                             | - 预约人数超430万，创爱奇艺电影最高预约记录 - 创爱奇艺电影最高热度值（9032），同时观看人数超60万 |
| 2023年8月25日 | 优酷     | 中国大陆                                             | 搜索第一、热度第一，最高热度值8619                                                               |
| 2023年8月25日 | 腾讯视频 | 中国大陆                                             | 热度值破2.4万（24431），年度腾讯电影最快破2万记录，在追破200万。                                 |
| 2023年10月1日 | Netflix  | 香港、澳门、台湾、新加坡、日本、韩国、越南、马来西亚 | 在多个地区进入日榜TOP10                                                                          |

## 奖项和提名
| 日期           | 影展                                             | 奖项                                    | 入围者             | 结果           |
| -------------- | ------------------------------------------------ | --------------------------------------- | ------------------ | -------------- |
| 2023年4月9日   | 2022至2023年度电影频道M榜                        | 年度关注影片                            | 消失的她           | 獲獎           |
| 2023年4月29日  | 第十三届北京国际电影节                           | 天坛奖                                  | 消失的她           | 入围           |
| 2023年6月10日  | 2023微博电影之夜                                 | 年度关注影片                            | 消失的她           | 獲獎           |
| 2023年6月16日  | 第20届电影频道传媒关注单元                       | 最受传媒关注新人导演                    | 消失的她           | 提名           |
| 2023年6月16日  | 第20届电影频道传媒关注单元                       | 最受传媒关注编剧                        | 顾舒怡             | 提名           |
| 2023年6月16日  | 第20届电影频道传媒关注单元                       | 最受传媒关注男主角                      | 朱一龙             | 提名           |
| 2023年6月16日  | 第20届电影频道传媒关注单元                       | 最受传媒关注女主角                      | 倪妮               | 提名           |
| 2023年6月16日  | 第20届电影频道传媒关注单元                       | 最受传媒关注男配角                      | 杜江               | 提名           |
| 2023年6月16日  | 第20届电影频道传媒关注单元                       | 最受传媒关注女配角                      | 文咏珊             | 提名           |
| 2023年9月2日   | 第18届中国长春电影节金鹿獎                       | 最佳男演员                              | 朱一龙             | 提名           |
| 2023年9月2日   | 第18届中国长春电影节金鹿獎                       | 最佳女演员                              | 倪妮               | 獲獎           |
| 2023年9月2日   | 第18届中国长春电影节金鹿獎                       | 最佳音乐                                | 胡小鸥             | 提名           |
| 2023年9月2日   | 第18届中国长春电影节金鹿獎                       | 最佳处女作                              | 崔睿               | 提名           |
| 2023年9月27日  | 第十届丝绸之路国际电影节                         | 金丝路奖-组委会特别奖                   | 消失的她           | 獲獎           |
| 2023年10月9日  | QQ音乐2023第三季度巅峰榜                         | 十大单曲                                | 张碧晨《笼》       | 獲獎           |
| 2023年10月10日 | 第37届德国奇幻电影节                             | 新晋导演奖（FRESH BLOOD AWARD）         | 消失的她           | 入围           |
| 2023年10月24日 | 第36届东京国际电影节中国电影周                   | 金鹤奖最佳影片                          | 消失的她           | 獲獎           |
| 2023年10月24日 | 第36届东京国际电影节中国电影周                   | 金鹤奖最佳女主角                        | 倪妮               | 獲獎           |
| 2023年10月25日 | First惊喜影展：类型电影年度观察报告              | 惊喜影片                                | 消失的她           | TOP8           |
| 2023年10月25日 | First惊喜影展：类型电影年度观察报告              | 惊喜反派                                | 朱一龙             | TOP2           |
| 2023年10月25日 | First惊喜影展：类型电影年度观察报告              | 惊喜演员                                | 朱一龙             | TOP5           |
| 2023年10月25日 | First惊喜影展：类型电影年度观察报告              | 惊喜编剧                                | 顾舒怡             | TOP10          |
| 2023年11月8日  | 第19届中美电影节                                 | 年度十大金天使电影                      | 消失的她           | 獲獎           |
| 2023年11月8日  | 第19届中美电影节                                 | 年度最佳新晋导演                        | 崔睿、刘翔         | 獲獎           |
| 2023年11月25日 | 2023爱奇艺尖叫之夜：电影单元                     | 年度女主角                              | 倪妮               | 獲獎           |
| 2023年11月25日 | 2023爱奇艺尖叫之夜：电影单元                     | 年度女配角                              | 文咏珊             | 獲獎           |
| 2023年12月16日 | 2023腾讯视频金鹅荣誉                             | 年度优秀院线电影                        | 消失的她           | 獲獎           |
| 2023年12月20日 | 第四届新时代国际电影节金扬花奖                   | 最具突破女演员奖                        | 文咏珊             | 獲獎           |
| 2023年12月23日 | 2023年第二届豆瓣电影票房小组金胶片奖             | 最受欢迎男演员                          | 朱一龙             | 獲獎           |
| 2023年12月25日 | 2023爱奇艺电影年终大赏                           | 电影热度榜单                            | 消失的她           | TOP1(热度9032) |
| 2023年12月25日 | 2023爱奇艺电影年终大赏                           | 电影票房榜单                            | 消失的她           | TOP4           |
| 2023年12月25日 | 2023爱奇艺电影年终大赏                           | 弹幕热议榜单                            | 消失的她           | TOP2           |
| 2023年12月26日 | 2023微博跨年电影愿                               | 媒体推荐·年度十佳影片                   | 消失的她           | 獲獎           |
| 2023年12月26日 | 2023微博跨年电影愿                               | 网友评选·最PICK电影：燃烧大脑卡路里电影 | 消失的她           | TOP2           |
| 2023年12月26日 | 2023微博跨年电影愿                               | 网友评选·最PICK电影角色：最强显眼包     | 何非（朱一龙）     | TOP2           |
| 2023年12月26日 | 2023微博跨年电影愿                               | 网友评选·最PICK电影角色：人形哈基米     | 陈麦（倪妮）       | TOP4           |
| 2023年12月26日 | 2023优酷电影年度片单                             | 最受欢迎华语片（播放量排名）            | 消失的她           | TOP1           |
| 2023年12月27日 | 第四届光影中国荣誉盛典                           | 年度媒体关注男演员                      | 朱一龙             | 獲獎           |
| 2023年12月28日 | 第十五屆澳門國際電影節（金莲花奖）               | 最佳影片                                | 《消失的她》       | 提名           |
| 2023年12月28日 | 第十五屆澳門國際電影節（金莲花奖）               | 最佳编剧                                | 陈思诚、顾舒怡     | 提名           |
| 2023年12月28日 | 第十五屆澳門國際電影節（金莲花奖）               | 最佳男主角                              | 朱一龙             | 獲獎           |
| 2023年12月28日 | 第十五屆澳門國際電影節（金莲花奖）               | 最佳女主角                              | 倪妮               | 提名           |
| 2023年12月28日 | 第十五屆澳門國際電影節（金莲花奖）               | 最佳女配角                              | 文咏珊             | 獲獎           |
| 2023年12月28日 | 第十五屆澳門國際電影節（金莲花奖）               | 最佳摄影                                | 何山               | 獲獎           |
| 2023年12月28日 | 2023知乎年度高分榜单                             | 高分华语电影榜                          | 消失的她           | 獲獎           |
| 2023年12月28日 | 2023知乎年度高分榜单                             | 年度热议作品榜                          | 消失的她           | 獲獎           |
| 2024年1月5日   | 第四届金榆花奖                                   | 最佳女配角                              | 文咏珊             | 獲獎           |
| 2024年1月9日   | 2023淘麦VIP金口碑榜                              | 年度最喜爱影片                          | 消失的她           | 獲獎           |
| 2024年1月9日   | 2023淘麦VIP金口碑榜                              | 年度热血沸腾名场面                      | 消失的她：海底星空 | 獲獎           |
| 2024年1月13日  | 2023微博之夜                                     | 微博年度影响力电影                      | 消失的她           | 獲獎           |
| 2024年4月12日  | 2023-2024年度中国电影大数据暨电影频道M榜荣誉之夜 | 年度市场影片                            | 消失的她           | 獲獎           |
| 2024年4月12日  | 2023-2024年度中国电影大数据暨电影频道M榜荣誉之夜 | 年度关注演员                            | 文咏珊             | 獲獎           |
| 2024年6月15日  | 第十六届海峡论坛影视季                           | 最受台湾观众欢迎的大陆电影              | 消失的她           | 獲獎           |
| 2024年7月      | 第37届大众电影百花奖                             | 最佳影片                                | 消失的她           | 入围           |
| 2024年7月      | 第37届大众电影百花奖                             | 最佳编剧                                | 陈思诚、顾舒怡     | 入围           |
| 2024年7月      | 第37届大众电影百花奖                             | 最佳导演                                | 崔睿、刘翔         | 入围           |
| 2024年7月      | 第37届大众电影百花奖                             | 最佳女主角                              | 倪妮               | 提名           |
| 2024年7月      | 第37届大众电影百花奖                             | 最佳女配角                              | 文咏珊             | 提名           |
| 2024年7月      | 第37届大众电影百花奖                             | 最佳新人                                | 黄子琪             | 入围           |

## 備註
1. ↑  截至2023年9月10日

## 外部連結
- 豆瓣电影上《消失的她》的資料 （简体中文）
- 互联网电影数据库（IMDb）上《消失的她》的资料（英文）